# Leigh Bardugo
Leigh Bardugo (Jerusalem, 6 d'abril de 1975), és una autora israeliana de literatura fantàstica, coneguda per les seves novel·les juvenils del Grishaverse, especialment per la trilogia Ombra i os, i els llibres de les sèries Six of Crows i King of Scars. Viu i escriu a Hollywood, on ocasionalment canta amb la seva banda Captain Automatic.

## Biografia
Bardugo va néixer a Jerusalem, Israel, i va créixer a Los Angeles, Estats Units, on va ser criada pels seus avis. Va estudiar a la Universitat Yale, obtenint la llicenciatura en Anglès al 1997. Abans de publicar la seva primera novel·la, va treballar editant productes de màrqueting, com a periodista, i com a maquilladora d'efectes especials.
A la secció d'agraiments de Six of Crows, l'autora explica que pateix osteonecrosis, motiu pel qual de vegades necessita fer servir bastó.
Bardugo és també la cantant del grup Captain Automatic.

## Carrera literària
La primera novel·la de Leigh Bardugo, Ombra i os, es va publicar l'any 2012 per McMillan Publishers i va iniciar la trilogia Grisha. Aquesta novel·la va estar nominada al Romantic Times Book Award i al South Carolina Children's Book Award, ressenyada al New York Times i va pujar fins al 8è lloc a la llista dels llibres més venuts del diari. L'editorial Macmillan va publicar els següents llibres de la trilogia, Siege and Storm i Ruin and Rising, l'any 2013 i 2014 respectivament.
En el mateix univers que la trilogia Grisha, sovint anomenada Grishaverse, s'hi troba els llibres de la sèrie Six of Crows, formada pels títols Six of Crows i Crooked Kingdom. Van ser publicats per Macmillan l'any 2015 i 2016. El primer va entrar a la llista de llibres rellevants del New York Times i la ALA el va incloure al seu llistat de lectures recomanades per a joves.
The Language of Throns, un recull d'històries curtes publicat per Macmillan l'any 2017, també es troba dins del mateix univers.
Bardugo també ha escrit Wonder Woman: Warbringer, el primer llibre de la sèrie DC Icons. Es tracta d'una novel·lització de les aventures dels superherois de DC Comics que Penguin Random House va publicar al 2017.
L'any 2019 Leigh Bardugo aconsegueix el premi Goodreads Choice a la millor novel·la de fantasia per la seva primera obra destinada al públic adult: Ninth House. L'autora ha reconegut que és molt probable que escriurà una seqüela.
També és l'autora de diversos assajos i històries curtes per a antalogies, com ara Last Night, A Superhero Saved My Life, Slasher Girls & Monster Boys, així com Summer Days and Summer Nights. Els seus llibres han estat traduïts a més de 40 llengues i publicats en més de 50 països.

## Adaptacions
Al setembre de 2012, Dreamworks anuncia que s'havia fet amb els drets per portar al cinema Ombra i os, amb la producció de David Heyman i Jeffrey Clifford. Aquest projecte no es va portar a terme.
Al gener de 2019, Netflix inicia el projecte d'una sèrie basada en les novel·les de Grisha i Six of Crows. La primera temporada costa de 8 episodis i es va estrenar a principis de 2021 sota el títol Ombra i os.
Amazon Studios ha fet públic que adaptarà Ninth House, amb la producció de la pròpia Bardugo i Pouya Shahbazian.

## Obres

### Univers Grisha

#### Trilogia Grisha
1. Ombra i os (Shadow and bone, 2012) traducció d'Alexandre Gombau i Arnau, publicat per Fanbooks al gener de 2021.
2. Siege and Storm (2013)
3. Ruin and Rising (2014)

#### SèrieSix of Crows
1. Six of Crows (2015)
2. Crooked Kingdom (2016)

#### SèrieKing of Scars
1. King of Scars (2019)
2. Rule of Wolves (2021)

#### Antologies
- Folktales from Ravka (2015) és un volum que recopila els contes: The With of Duva (2012), The Tailor (2013) i The Too-Clever Fox (2014)
- The demon in the Wood: A Darkling Prequel Story (2015)
- The Language of Thorns (2017) recull els tres contes de Folktales from Ravka, i tres més: Ayama and the Thorn Wood (2017), The Soldier Prince (2017), i When Water Sang Fire (2017)

- The Lives of Saints (2020)

### Altres obres
- Wonder Woman: Warbringer (2017)

#### Sèrie Alex Stern
1. Ninth House (2019)

#### Assajos i històries curtes
- "We Are Not Amazons", assaig dins de Last Night a Superhero Saved My Life (2016).
- "Verse Chorus Verse", conte dins l'antalogia Slasher Girls & Monster Boys, editada per April Genevieve Tucholke (2015)
- "Head, Scales, Tongue, and Tail", conte dins l'antologia Summer Days and Summer Nights, editada per Stephanie Perkins (2016)